# Wierzbica (gemeente Wierzbica)

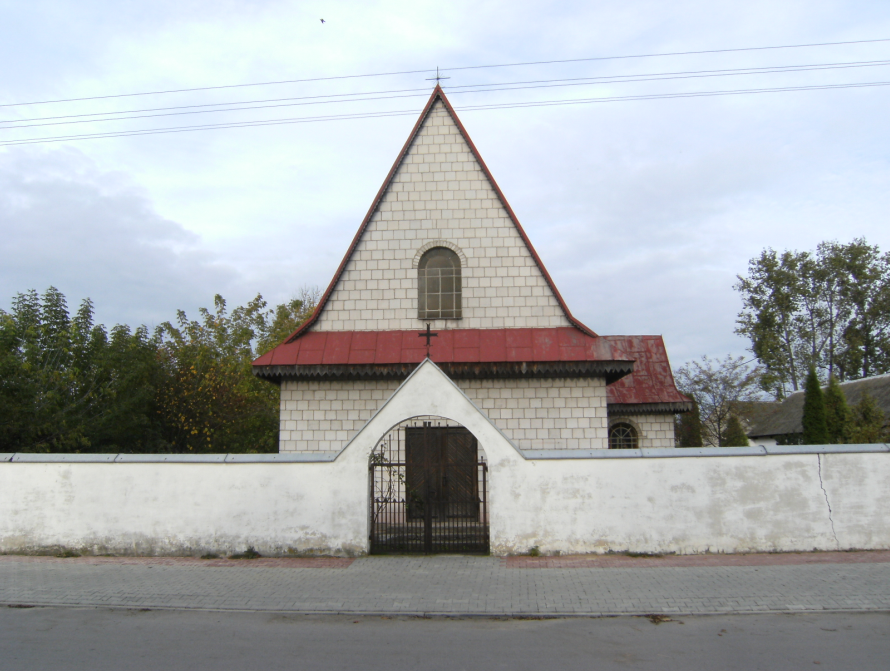
Oud-Katholieke kerk in Wierzbica

Wierzbica is een dorp in het Poolse woiwodschap Lublin, in het district Chełmski. De plaats maakt deel uit van de gemeente Wierzbica en telt 330 inwoners.